# エルセニョール
エルセニョール(El Senor)とは、アメリカ合衆国生産の競走馬、種牡馬。主な勝ち鞍に1989年と1990年のソードダンサーハンデキャップ、1989年のボウリンググリーンハンデキャップ（G1）、ハイアリアターフカップハンデキャップ（G1）など。

## 経歴
- 特記事項なき場合、本節の出典はEQIBASE[1]

1987年2月28日、ハイアリアパーク競馬場でのメイドン競走でデビューし、1年余りの休養を挟んで1988年3月の4戦目で初勝利を挙げる。続く4戦はアローワンス競走に使われ2勝2着2回としたあと、G1競走のボウリンググリーンハンデキャップとG2競走ティダルハンデキャップに出走して5着、4着。ハンデキャップ競走を勝った後G3競走セネカハンデキャップ2着を経て出走のG3競走ルイジアナダウンズハンデキャップで重賞を初めて制覇する。ロズマンズインターナショナルステークスでも2着に入ったが、ブリーダーズカップ・ターフは6着に終わった。
1989年、最初の2戦を3着、2着としてハイアリアターフハンデキャップに出走し、初G1競走勝利をおさめた。G2競走ボウリンググリーンハンデキャップ2着を挟み、ボウリンググリーンハンデキャップとソードダンサーハンデキャップを勝ってG1競走タイトルを2つ上積みした。続くアーリントンミリオンステークスは4着に終わり、以後しばらく勝てない成績が続いたが、1990年7月のソードダンサーハンデキャップで1年ぶりの勝利を挙げてG1競走4勝目とした。その後はまたしばらく勝てないレースが続くも、1991年8月サラトガ競馬場でのハンデキャップ一般戦で1年ぶりの勝利を挙げると、続くセネカハンデキャップでは武豊が騎乗し、121ポンドのトップハンデながら中団から差し込んで2着リガマジグをクビ差おさえて勝利。これが日本人騎手による初の海外重賞勝利となった。9月ベルモントパーク競馬場のハンデキャップ一般戦も勝って3連勝として凱旋門賞に出走したが9着。その後はブリーダーズカップ・ターフで9着、ハイアリアパーク競馬場のリステッド競走ブーゲンビリアハンデキャップも7着に終わり、これが最後の競馬となった。

## 引退後
引退後の1993年から日本で種牡馬として繋養され、7シーズンの供用で血統登録頭数145頭、出走頭数はそのうちの126頭を数えた。主な産駒に1999年中山グランドジャンプ3着などのヨイドレテンシ、ブルードメアサイアーとしての産駒にスーパーホーネットがいた。供用終了後の動向は不明。

## 血統表
| エルセニョールの血統     | エルセニョールの血統             | エルセニョールの血統      | （血統表の出典）          | （血統表の出典） |
| 父系                     | レイズアネイティヴ系             | レイズアネイティヴ系      | レイズアネイティヴ系      | [ § 2 ]          |
| 父 Valdez 1976 栗毛      | 父の父Exclusive Native 1965 栗毛 | Raise a Native            | Native Dancer             | Native Dancer    |
| 父 Valdez 1976 栗毛      | 父の父Exclusive Native 1965 栗毛 | Raise a Native            | Raise You                 |                  |
| 父 Valdez 1976 栗毛      | 父の父Exclusive Native 1965 栗毛 | Exclusive                 | Shut Out                  | Shut Out         |
| 父 Valdez 1976 栗毛      | 父の父Exclusive Native 1965 栗毛 | Exclusive                 | Good Example              |                  |
| 父 Valdez 1976 栗毛      | 父の母Sally Stark 1970 鹿毛      | Graustark                 | Ribot                     | Ribot            |
| 父 Valdez 1976 栗毛      | 父の母Sally Stark 1970 鹿毛      | Graustark                 | Flower Bowl               |                  |
| 父 Valdez 1976 栗毛      | 父の母Sally Stark 1970 鹿毛      | Sally Ship                | Turn-to                   | Turn-to          |
| 父 Valdez 1976 栗毛      | 父の母Sally Stark 1970 鹿毛      | Sally Ship                | Nut Brown Maid            |                  |
| 母 Sunrise Sue 1975 芦毛 | 母の父Grey Dawn 1962 芦毛        | Herbager                  | Vandale                   | Vandale          |
| 母 Sunrise Sue 1975 芦毛 | 母の父Grey Dawn 1962 芦毛        | Herbager                  | Flagette                  |                  |
| 母 Sunrise Sue 1975 芦毛 | 母の父Grey Dawn 1962 芦毛        | Polamia                   | Mahmoud                   | Mahmoud          |
| 母 Sunrise Sue 1975 芦毛 | 母の父Grey Dawn 1962 芦毛        | Polamia                   | Ampola                    |                  |
| 母 Sunrise Sue 1975 芦毛 | 母の母Sophistry 1961 青鹿毛      | Dedicate                  | Princequillo              | Princequillo     |
| 母 Sunrise Sue 1975 芦毛 | 母の母Sophistry 1961 青鹿毛      | Dedicate                  | Dini                      |                  |
| 母 Sunrise Sue 1975 芦毛 | 母の母Sophistry 1961 青鹿毛      | Whirling Lark             | Whirlaway                 | Whirlaway        |
| 母 Sunrise Sue 1975 芦毛 | 母の母Sophistry 1961 青鹿毛      | Whirling Lark             | Blue Delight              |                  |
| 母系(F-No.)              | (FN:9-c)                         | (FN:9-c)                  | (FN:9-c)                  | [ § 3 ]          |
| 5代内の近親交配          | Blenheim II 5 × 5 = 6.25%        | Blenheim II 5 × 5 = 6.25% | Blenheim II 5 × 5 = 6.25% | [ § 4 ]          |
| 出典                     | 1. 2. 3. 4.                      | 1. 2. 3. 4.               | 1. 2. 3. 4.               | 1. 2. 3. 4.      |